# کوهاتک (آریزونا)
کوهاتک (به انگلیسی: Kohatk) یک منطقهٔ مسکونی در ایالات متحده آمریکا است که در شهرستان پاینال، آریزونا واقع شده‌است. کوهاتک ۰٫۲۵ کیلومتر مربع مساحت و ۲۸٬۰۶۸ نفر جمعیت دارد.